# Vlag van Marum

Vlag van de gemeente Marum (1977-2019)
Dorpsvlag ven Marum (sinds 2019)

De vlag van Marum werd op 17 februari 1977 bij raadsbesluit aangenomen als gemeentelijke vlag van de Groningse gemeente Marum. De beschrijving luidt als volgt: 
Groen met ene wit kruis (armdikte gelijk aan ¼ van de vlaghoogte), waarvan de arm, evenwijdig aan de broekzijde ligt op de scheiding van broeking en vlucht en de arm in de vlucht ten minste met drie welvingen is gegolfd; in de bovenhelft van de broeking een wit klaverblad (hoogte gelijk aan ¼ vlaghoogte) en in de benedenhelft ervan een rood plompenblad (hoogte gelijk aan 3/16 vlaghoogte); in de bovenhelft van de vlucht naast elkaar en in de benedenhelft ervan op dezelfde wijze drie witte klaverbladen (hoogte gelijk aan ¼ vlaghoogte).
Het ontwerp was afkomstig van de Stichting voor Banistiek en Heraldiek. De vlag bestaat uit een zilveren (of wit) Scandinavisch kruis op groene achtergrond. De rechterarm van dit kruis is gegolfd en verwijst naar het riviertje Dwarsdiep dat zeer bepalend is geweest voor de geschiedenis van de gemeente. Rondom dit kruis staan zeven klaveren, die symbool staan voor de agrarische achtergrond van de gemeente, en een pompeblêd dat verwijst naar de Friese invloeden. Dit pompeblêd verwijst tevens naar de ligging van de gemeente in de provincie Groningen: de meest zuidwestelijke gemeente. De klaveren en de golvende baan aan de rechterkant van de vlag zijn ontleend aan het wapen van Marum. In totaal staan er dus acht symbolen rondom het kruis, een verwijzing naar de acht dorpen in de gemeente. Deze vlag bleef tot 1 januari 2019 de vlag van de gemeente Marum, op die datum ging de gemeente op in de nieuwe gemeente Westerkwartier. Sindsdien is de vlag het symbool van het dorp Marum.

## Verwant symbool

Het wapen van Marum

Adorp 
· Aduard 
· Appingedam 
· Bedum 
· Beerta 
· Bellingwedde 
· Bierum 
· De Marne 
· Delfzijl 
· Eemsmond 
· Eenrum 
· Finsterwolde 
· Grootegast 
· Haren 
· Hefshuizen 
· Hoogezand 
· Hoogezand-Sappemeer 
· Hoogkerk 
· Kloosterburen 
· Leek 
· Leens 
· Loppersum 
· Marum 
· Menterwolde 
· Muntendam 
· Nieuwe Pekela 
· Nieuweschans 
· Oldekerk 
· Oosterbroek 
· Oude Pekela 
· Reiderland 
· Sappemeer 
· Scheemda 
· Slochteren 
· Stedum 
· Ten Boer 
· Termunten 
· Uithuizen 
· Uithuizermeeden 
· Ulrum 
· Vlagtwedde 
· Warffum 
· Wildervank 
· Winschoten 
· Winsum 
· Zuidhorn
Bierum
· Boerakker-Lucaswolde
· Bourtange
· De Wilp
· Drieborg
· Eenum
· Farmsum
· Garrelsweer
· Hellum
· Jonkersvaart
· Kiel-Windeweer
· Leens
· Leermens
· Losdorp
· Marum
· Middelstum
· Noordlaren
· Nuis-Niebert
· Oldekerk, Faan en Niekerk
· Onstwedde
· Schildwolde
· Spijk
· Stedum
· Wehe-den Hoorn
· 't Zandt
· Zevenhuizen
· Zijldijk